# Martin Stranzl
Martin Stranzl (* 16. Juni 1980 in Güssing) ist ein ehemaliger österreichischer Fußballspieler.

## Karriere

### Im Verein
Martin Stranzl begann seine Fußballerkarriere als Sechsjähriger bei seinem Heimatverein SV Güssing, von dem er ins BNZ Burgenland kam. Im Alter von 16 Jahren absolvierte er ein Probetraining beim deutschen Bundesligisten TSV 1860 München und zog schließlich im Februar 1997 nach Deutschland. Zunächst untergebracht bei einer Gastfamilie, beendete er seine schulische Ausbildung und schaffte den Aufstieg von den Juniorenmannschaften über das Amateurteam bis in die Bundesliga. Sein Debüt gab er am 1. Mai 1999 im Spiel gegen Hansa Rostock. In der folgenden Saison war er bald Stammspieler.
Nach dem Abstieg der Münchner 2004 ging Stranzl zum Bundesligakonkurrenten VfB Stuttgart. Bei den Schwaben spielte er erstmals zwei Spielzeiten im UEFA-Pokal, ehe er im März 2006 zum russischen Erstligisten Spartak Moskau wechselte. In Moskau wurde der Innenverteidiger dreimal Vizemeister, erreichte einmal das Cupfinale und spielte auch in der Hauptrunde der UEFA Champions League.
In der Winterpause 2010/11 wechselte Stranzl zu Borussia Mönchengladbach und damit zurück in die Bundesliga. Seit der Saison 2012/13 lief er mehrfach als Mannschaftskapitän auf. In der Saison 2014/15 gewann Stranzl 74,7 % seiner Zweikämpfe, womit er der zweikampfstärkste Bundesligaspieler war.
Seinen bis zum 30. Juni 2016 laufenden Vertrag verlängerte er, auch aufgrund diverser Verletzungen, nicht mehr und gab stattdessen sein Karriereende bekannt.
Mit sieben Platzverweisen erhielt Stranzl die bisher zweitmeisten Platzverweise in der Bundesliga.

### Nationalmannschaft
In der österreichischen Nationalmannschaft kam der Burgenländer erstmals am 29. März 2000 beim 1:1 gegen Schweden zum Einsatz. Martin Stranzl bereitete den österreichischen Treffer vor und war seit diesem Zeitpunkt Stammspieler im Team. Er absolvierte insgesamt 56 Länderspiele und kam in der Qualifikation zur WM 2006 als Defensivspieler auch zu zwei Toren. Unterbrochen war seine Zeit im Nationalteam durch mehrere Verletzungspausen, unter anderem durch einen Kreuzbandriss sowie einen Bänderriss.
Am 11. November 2009 trat Stranzl vom Nationalteam zurück.

## Erfolge
- Teilnahme an der Europameisterschaft 2008
- 56 Länderspiele und drei Tore für die österreichische Nationalmannschaft zwischen 2000 und 2009

## Die Zeit danach
Nach seinem offiziellen Karriereende als Fußballspieler absolvierte Stranzl 2017/18 Kurse für die UEFA-B-Lizenz sowie die DFB Elite-Junioren Lizenz und war in der Saison 2017/18 Assistenz- und Individual Trainer der U19 von VFL Borussia Mönchengladbach. Er war 2018 bis 2021 auch als Nachwuchstrainer bei seinem ehemaligen Jugendverein SV Güssing tätig.
Aktuell arbeitet er als TV-Experte für Sky Sport Austria für die Österreichische Bundesliga und UEFA Champions League.

## Privates
Martin Stranzl ist verheiratet und Vater eines Sohnes und einer Tochter.